# Річард Стоктон (конгресмен)
Річард Стоктон (англ. Richard Stockton, 1 жовтня 1730 — 28 лютого 1781) — американський адвокат, юрист, законодавцем і підписантом Декларації незалежності, один із батьків-засновників Сполучених Штатів.

## Життєпис
Стоктон був сином Джона Стоктона (1701—1758), багатого землевласника, який пожертвував землю та допоміг перенести теперішній Принстонський університет (тоді відомий як Коледж Нью-Джерсі, розташований у Ньюарку) до Принстона, Нью-Джерсі. Народився в будинку родини Стоктонів, тепер відомому як Морвен, у районі Стоуні-Брук у Прінстоні. Відвідував академію Семюеля Фінлі в Ноттінгемі, яка згодом стала Вест-Ноттінгемською академією, і коледж Нью-Джерсі в Ньюарку, який закінчив у 1748 році. Вивчав право у Девіда Огдена з Ньюарка, який на той час був керівником юридичної професії в провінція.